# 特氏胸翼鱼
特氏胸翼魚，為輻鰭魚綱水珍魚目後肛魚科的其中一種，為深海魚類，分布於南半球海域，棲息深度675-900公尺，體長可達14.3公分，生活習性不明。